# Hernando Ocampo
Hernando R. Ocampo (Manilla, 28 april 1911 - Caloocan, 28 december 1978) was een Filipijns schrijver en modernistische kunstschilder. Hij werd in 1991 postuum uitgeroepen tot nationaal kunstenaar van de Filipijnen.

## Biografie
Hernando Ocampo werd geboren op 28 april 1911 in het district Santa Cruz in de Filipijnse hoofdstad Manilla. Zijn ouders waren Emilio Ocampo en Delfina Ruiz, beiden van goede komaf. Na zijn middelbareschoolopleiding aan de YMCA in Manilla begon hij in 1928 aan een vooropleiding rechten aan het Colegio de San Juan de Letran. Hij besteedde in die tijd echter meer tijd aan het schrijven van gedichten, toneelstukken en korte verhalen. In 1932 sloot hij zich aan bij de Veronica Writer's Group van Narciso Reyes. Zijn korte verhalen My Name is Mary, Street Scene in Maypajo en We or They werden in 1936 en 1937 door Jose Garcia Villa geselecteerd bij de beste Filipijnse korte verhalen van het jaar. Tijdens de Japanse bezetting in de Tweede Wereldoorlog schreef Ocampo veel nationalistisch werk. Voorbeelden daarvan zijn Ang Ikalawang Pagdalaw en Ang Kulay ng Lumbay.
Na de oorlog legde hij zich tevens toe op de schilderkunst. Zijn modernistische werken werden onderscheiden op kunsttentoonstellingen in de late jaren 40 en de jaren 50. Zijn werk uit de jaren 60 en 70 wordt wel omschreven als "visuele melodieën", waarbij hij gebruik maakte van warme kleuren en abstract bloemachtige herhalende vormen. Zijn meeste bekende werk is Genesis uit 1969, wat gebruikt werd als basis voor de gordijnen van de belangrijkste zaal van het Cultural Center of the Philippines. Andere bekende schilderijen zijn: Ina ng Balon, Calvary, Slum Dwellers, Nude with Candle and Flower, Man and Carabao, Angel's Kiss, Palayok at Kalan, Ancestors, Isda at Mangga, The Resurrection, Fifty-three "Q" en Backdrop, Fiesta.
Ocampo overleed in 1978 op 67-jarige leeftijd aan een hartkwaal. In 1991 werd hij door president Corazon Aquino postuum uitgeroepen tot nationaal kunstenaar van de Filipijnen in de categorie beeldende kunst. Tijdens zijn leven ontving hij al diverse andere prestigieuze onderscheidingen voor zijn schilderwerk, zoals de Cultural Heritage Award (1954).